# Kuća
Kuća je građevina namijenjena smještaju ljudi. Prema broju stambenih jedinica može biti stambena zgrada ili obiteljska kuća.
Luksuzna kuća zove se vila.
Socijalne jedinice koje žive u kućama jesu domaćinstva ili kućanstva. Njih uglavnom sačinjavaju obitelji, ali mogu ih činiti i druge društvene skupine kao što je samostojeća osoba ili skupine nepovezanih pojedinaca.

## Vanjske poveznice
|  | Zajednički poslužitelj ima još gradiva o temi kuće u Hrvatskoj |
|  | Wječnik ima rječničku natuknicu kuća                           |
|  | Wikicitati imaju zbirke citata o temi kuća                     |